# Design for Death
Design for Death ist ein US-amerikanischer Dokumentarfilm aus dem Jahr 1947.

## Handlung
Die Filmemacher versuchen, die japanische Aggression, die zum Krieg mit den USA führte, durch die Geschichte Japans zu erklären. Bis zum japanischen Angriff auf Pearl Harbor sahen die US-Bürger die Japaner als sanfte, höfliche Leute an, die die Natur lieben und ihre Familien ehren. Nach dem Krieg änderte sich die Meinung und der Japaner galt als blutrünstig und verrückt.
Der Film beleuchtet die Situation in Japan 700 Jahre zuvor. Feudalfamilien trugen ihre Kriege durch bezahlte Söldner, die Samurai, aus. Ein Samurai, der seine Aufgabe nicht erfüllen konnte, war gezwungen, sich durch Harakiri selbst zu töten. Die Samurai sammelten die Steuern ein und bestraften die Bürger, die protestierten.
Zur gleichen Zeit wurde in England die Tyrannei beendet. Der Gedanke der persönlichen Freiheit nahm Gestalt an und breitete sich aus. Als dieses Gedankengut Japan erreichte, kam es zu einer sechs Monate anhaltenden Revolte, in deren Verlauf über 37.000 Menschen starben. Um eine Wiederholung zu verhindern, wurde das Land abgeschottet.
In der Zwischenzeit waren die französischen und amerikanischen Revolutionen beendet. In Japan wurde der Kaiser als Sohn der Sonne verehrt. Shintō wurde zur Staatsreligion erhoben, die Bürger wurden gelehrt, dass sie Mitglieder einer besonderen Menschenrasse seien. Die japanische Armee wird neu formiert und die Mandschurei annektiert.
Dieser weit entfernte Krieg wurde von den meisten Amerikanern ignoriert. Japan gab sich nach außen hin friedfertig und frei, während die japanische Regierung weiterhin Soldaten rekrutiert und Waffen bauen lässt. Japaner, die die Ausgaben für die Armee in Frage stellten, werden mundtot gemacht. Der Nationalismus in Japan wächst. Japanische Soldaten sind überzeugt, dass ihre Seelen nach ihrem Tode weiterleben werden.
Der Film zeigt Kampfszenen, um die Eskalation zu veranschaulichen. Japanische Angriffe auf China, Indochina, Pearl Harbor, Wake Island, Shanghai, Guam und andere Orte folgen. Japan kapituliert nach den Atombombenabwürfen über Hiroshima und Nagasaki im August 1945. Die Filmemacher ziehen den Schluss, dass nicht nur Japan einen hohen Preis gezahlt habe. Auch die USA haben durch die lange Ignoranz von Ereignissen in Japan, Deutschland und Italien viele Menschenleben zu verantworten. Kriege können nur verhindert werden, wenn gebildete Leute auf der ganzen Welt starke Regierungen bilden.

## Auszeichnungen
1948 wurde der Film in der Kategorie Bester Dokumentarfilm mit dem Oscar ausgezeichnet.

## Hintergrund
Der Film wurde von RKO Pictures produziert  Die Uraufführung fand am 10. Juni 1948 in New York statt.
Drehbuchautor Theodor Seuss Geisel, der Ehemann von Helen Palmer, der als Experte vorgestellt wurde, wurde später einer der beliebtesten Kinderbuchautoren.

## Kritiken
Bosley Crowther von der New York Times kritisierte, dass der Film offensichtlich eine gründliche Analyse der sozialen und politischen Verhältnisse Japans vermeide.